# Xã Bryan, Quận Jackson, Arkansas
Xã Bryan (tiếng Anh: Bryan Township) là một xã thuộc quận Jackson, tiểu bang Arkansas, Hoa Kỳ. Năm 2010, dân số của xã này là 106 người.